# 20. svetovno vojaško prvenstvo v kolesarstvu
20. svetovno vojaško prvenstvo v kolesarstvu (uradno angleško 20th World Military Cycling Championship) je potekalo med 21. in 29. julijem 2006 v nizozemskem Chaamu.

## Udeleženci
- Avstrija
- Belgija
- Danska
- Francija
- Nemčija
- Nizozemska
- Poljska
- Rusija
- Slovaška
- Slovenija (Jani Brajkovič, Jure Robič, Grega Bole, Matic Strgar, Simon Špilak)
- Šrilanka
- Ukrajina
- ZDA

## Discipline
- Kronometer (30 km)
- Cestna dirka

## Rezultati

### Cestna dirka
Individualni
1. Mihajlo Halilov (Ukrajina)
2. Robert Bengsch (Nemčija)
3. Lukasz Modzelewski (Poljska)
4. Julien Gonnet (Francija)
5. Roman Broniš (Slovaška)
6. Leif Lampater (Nemčija)
7. Bartlomiej Matysiak (Poljska)
8. Oleksandr Surutkovič (Ukrajina)
9. Robert Bartko (Nemčija)
10. Markus Eibegger (Avstrija)

Moštveni
1. Nemčija
2. Ukrajina
3. Slovaška

Fair Play Award
- Šrilanka